# Chrysodeixis kebeana
Chrysodeixis kebeana là một loài bướm đêm trong họ Noctuidae.